# Gad
Gad (hebräisch גָּד, „Glück, günstige Führung“) ist der Name eines der zwölf Söhne Jakobs im Tanach, der hebräischen Bibel. Diese gelten dort als Stammväter der Zwölf Stämme Israels. Gad ist der siebte Sohn Jakobs und der erste von Silpa, der Magd von Jakobs Frau Lea (Gen 30,9ff ). Sein direkter, jüngerer Bruder war Asser. In anderen Stammeslisten erscheinen Gad und Asser als Letzte in der Reihung der Söhne (Gen 35,26 ; 1 Chr 1,1ff ). Als der Stamm von Jakob nach Ägypten umzieht, hat Gad sieben Söhne (Gen 46,16 ).

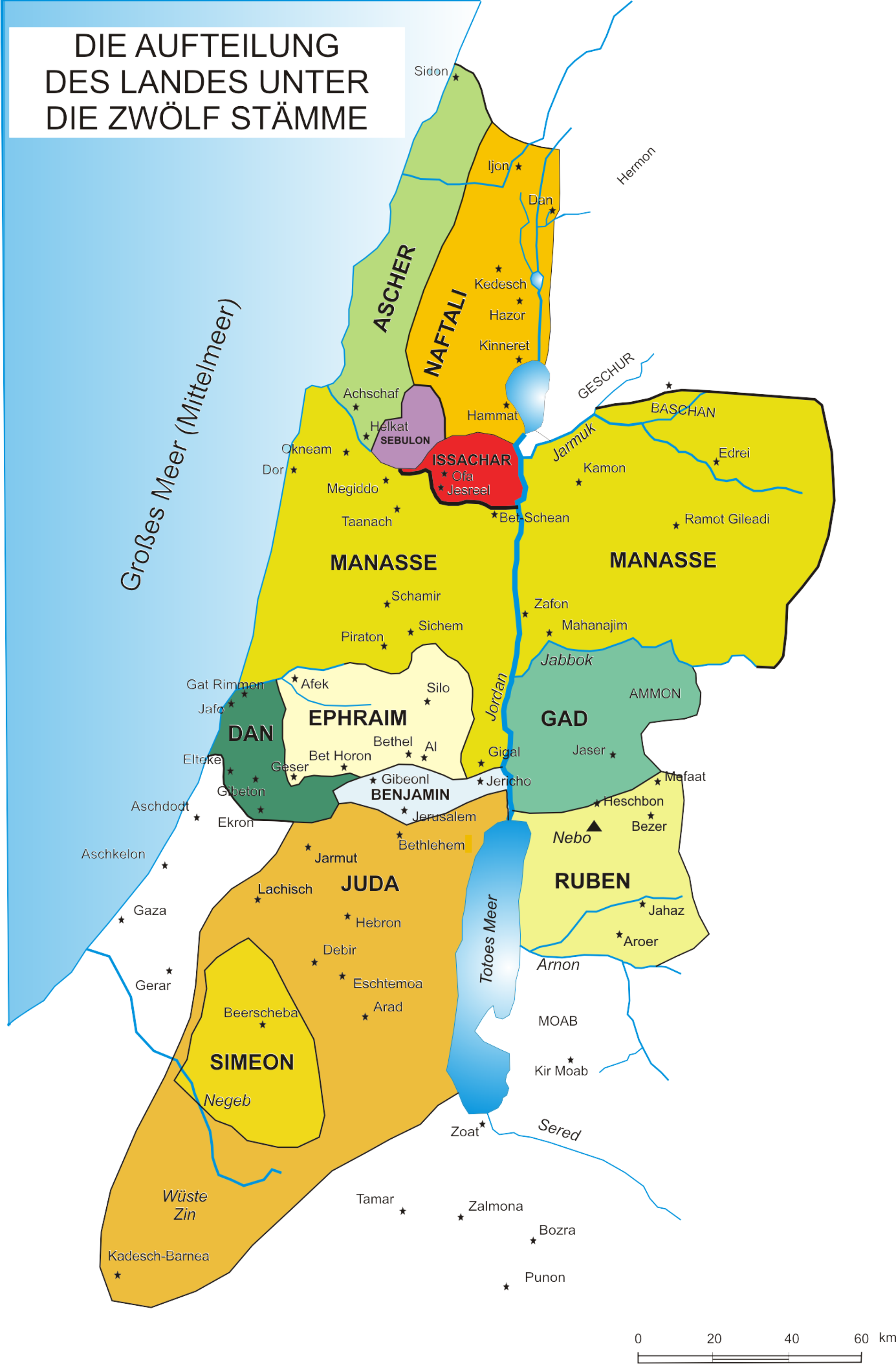
Die zwölf Stämme Israels

## Stamm
Der Stamm Gad erhält noch zu Moses Lebzeiten sein Gebiet östlich des Jordans zugeteilt, zwischen Ruben und Manasse. Das Gebiet ist fruchtbar und umfasst eine Reihe von Städten Kanaans (Num 32,1–38 ). Der Stamm verpflichtet sich bei Zuteilung, den übrigen Stämmen bei der Eroberung Kanaans zu helfen. Bedingt durch seine geographische Lage und Nähe zu feindlichen Stämmen wird der Stamm Gad im Lauf der Geschichte immer wieder in kriegerische Auseinandersetzungen verwickelt. In Hesekiels Weissagung bekommt Gad als letzter Stamm seinen Anteil am verheißenen Land, ganz im Süden (Hes 48,27 ).

## Weitere Bedeutungen
Gad erscheint in Assyrien und Babylonien als Name eines Planeten und zugleich einer Astralgottheit. Die Römer ersetzen ihn mit dem Götternamen Jupiter.